# Теодорада
Теодорада (лат. Theodorada; умерла не ранее 702) — герцогиня Асти (упоминается в 702 году) по браку с Анспрандом.

## Биография
Единственный раннесредневековый источник о Теодораде — «История лангобардов» Павла Диакона. В нём сообщается, что та была женой герцога Асти Анспранда, занимавшего эту должность с 688 года. Так как её младший сын Лиутпранд родился около 690 года, предполагается, что к тому времени Теодорада была замужем за Анспрандом, по крайней мере, уже несколько лет.
После смерти в 700 году Куниперта герцог Анспранд вместе с герцогом Брешиа Ротаритом был назначен опекуном несовершеннолетнего короля лангобардов Лиутперта. Выступив в 702 году против поднявшего мятеж герцога Турина Ариперта, Анспранд потерпел поражение в битве и был вынужден бежать с поля боя. Он сумел укрыться от преследований мятежников при дворе герцога Баварии Теодона II, но его жена и дети были схвачены. По приказу Ариперта Теодорада, её сын Сигипранд и дочь Аурона были подвергнуты пыткам. По свидетельству Павла Диакона, за то, что Теодорада выказывала намерения стать королевой, ей отрезали нос и уши. Такая же участь постигла и Аурону, а Сигипранд был ослеплён. Только Лиутпранд избежал казни, и благодаря своему малолетству был Арипертом отправлен к отцу в Баварию.
Современные историки отмечают, что казнь путём отрезания носа и ушей не была распространена среди древних германцев, но часто применялась в Византии, где существовало поверье, что человек с изувеченным лицом не мог быть удостоен монаршего титула. В том числе, в 695 году такой казни был подвергнут император Юстиниан II, у которого отрезали нос и язык. Возможно, подобный акт в отношении Теодорады должен свидетельствовать о том, что в 702 году королевские амбиции герцогини Асти могли поддерживаться значительной частью лангобардской знати, и она и её муж выступали реальными соперниками Ариперта в борьбе за престол.
О дальнейшей судьбе Теодорады сведений нет. Поэтому неизвестно, была ли она всё ещё супругой Анспранда, когда тот в 712 году сверг Ариперта II и сам ненадолго стал правителем Лангобардского королевства.